# Aphycus danzigae
Aphycus danzigae är en stekelart som beskrevs av Sharkov 1995. Aphycus danzigae ingår i släktet Aphycus och familjen sköldlussteklar. Inga underarter finns listade i Catalogue of Life.